# Liga Premier de Azerbaiyán 2023-24
La Liga Premier de Azerbaiyán 2023-24 fue la 32.ª temporada de la Premier League de Azerbaiyán. La temporada comenzó el 4 de agosto de 2023 y finalizó el 26 de mayo de 2024.

## Formato
Los diez equipos participantes jugaron entre sí todos contra todos cuatro veces totalizando 36 partidos cada uno, al término de la fecha 36 el primer clasificado obtuvo un cupo para la primera ronda de la Liga de Campeones de la UEFA 2024-25, mientras que el segundo y tercer clasificado consiguieron un cupo para la segunda ronda de la Liga Europa Conferencia de la UEFA 2024-25.
Un tercer cupo para la primera ronda de la Liga Europa de la UEFA 2024-25 fue asignado al campeón de la Copa de Azerbaiyán.

## Equipos participantes
| Equipo        | Ciudad   | Estadio                    | Capacidad |
| ------------- | -------- | -------------------------- | --------- |
| Araz-Naxçıvan | Bakú     | Dalga Arena                | 6500      |
| Qäbälä        | Qabala   | Gabala City                | 4500      |
| Käpäz         | Ganja    | Ganja City                 | 26 120    |
| Neftchi Bakú  | Bakú     | Bakcell Arena              | 11 000    |
| Qarabağ       | Bakú     | Azersun Arena              | 5800      |
| Sabah         | Bakú     | Bank Respublika Arena      | 13 000    |
| Səbail        | Səbail   | ASCO Arena                 | 3200      |
| Sumgayit      | Sumqayit | Kapital Bank Arena         | 1300      |
| Turan Tovuz   | Tovuz    | Tovuz City                 | 6500      |
| Zira          | Bakú     | Zira Olympic Sport Complex | 1500      |

## Clasificación
| Pos. | Equipo        | Pts. | PJ | G  | E  | P  | GF | GC | Dif. | Clasificación 2024-25                    |
| ---- | ------------- | ---- | -- | -- | -- | -- | -- | -- | ---- | ---------------------------------------- |
| 1    | Qarabağ (C)   | 83   | 36 | 26 | 5  | 5  | 97 | 37 | +60  | Primera ronda de Liga de Campeones       |
| 2    | Zira          | 58   | 36 | 16 | 10 | 10 | 33 | 22 | +11  | Primera ronda de Liga Europa             |
| 3    | Sabah         | 58   | 36 | 17 | 7  | 12 | 50 | 40 | +10  | Segunda ronda de Liga Europa Conferencia |
| 4    | Sumgayit      | 57   | 36 | 15 | 12 | 9  | 37 | 38 | −1   | Segunda ronda de Liga Europa Conferencia |
| 5    | Neftchi Bakú  | 56   | 36 | 16 | 8  | 12 | 51 | 40 | +11  |                                          |
| 6    | Turan Tovuz   | 48   | 36 | 13 | 9  | 14 | 53 | 53 | 0    |                                          |
| 7    | Sabail        | 42   | 36 | 11 | 9  | 16 | 50 | 60 | −10  |                                          |
| 8    | Araz-Naxçıvan | 36   | 36 | 9  | 9  | 18 | 31 | 50 | −19  |                                          |
| 9    | Käpäz         | 35   | 36 | 9  | 8  | 19 | 39 | 67 | −28  |                                          |
| 10   | Qäbälä (D)    | 26   | 36 | 7  | 5  | 24 | 30 | 64 | −34  | Descenso a Primera División              |

 Fuente: Soccerway
Notas:
1. ↑  El ganador de la Copa de Azerbaiyán 2023-24 se clasifica para la primera ronda de clasificación de la Europa League. Dado que los ganadores de la copa (Qarabağ o Zira) se clasificaron según su posición en la liga, el puesto de la Europa League pasó al segundo clasificado y el segundo puesto de la segunda ronda de la Conference League pasó al cuarto clasificado.

## Resultados
Los clubes juegan entre sí en cuatro ocasiones para un total de 36 partidos cada uno.
| Local \ Visitante | ARZ | GAB | KAP | NEF | QAR | SAB | SEB | SUM | TUR | ZIR |
| ----------------- | --- | --- | --- | --- | --- | --- | --- | --- | --- | --- |
| Araz-Naxçıvan     | —   | 2–0 | 0–1 | 1–0 | 2–1 | 2–0 | 1–1 | 1–1 | 0–3 | 1–0 |
| Qäbälä            | 1–4 | —   | 0–3 | 0–2 | 1–2 | 1–0 | 0–1 | 1–2 | 4–0 | 1–0 |
| Käpäz             | 1–2 | 0–1 | —   | 1–0 | 1–1 | 0–2 | 0–3 | 1–1 | 0–2 | 0–0 |
| Neftchi Bakú      | 1–1 | 2–0 | 2–0 | —   | 0–2 | 0–1 | 1–1 | 1–2 | 3–2 | 1–0 |
| Qarabağ           | 2–1 | 3–0 | 7–1 | 2–0 | —   | 2–0 | 3–1 | 5–0 | 3–0 | 0–1 |
| Sabah             | 1–1 | 5–0 | 2–2 | 1–1 | 1–2 | —   | 4–0 | 3–1 | 0–3 | 0–1 |
| Sabail            | 1–0 | 3–0 | 0–0 | 2–4 | 2–1 | 2–2 | —   | 1–4 | 2–1 | 1–2 |
| Sumgayit          | 2–0 | 0–0 | 1–0 | 0–1 | 1–6 | 1–0 | 1–0 | —   | 0–0 | 0–0 |
| Turan Tovuz       | 3–1 | 2–2 | 4–0 | 0–1 | 2–2 | 2–3 | 1–3 | 2–2 | —   | 1–0 |
| Zira              | 0–0 | 1–0 | 1–0 | 1–1 | 0–1 | 1–0 | 2–2 | 1–0 | 2–1 | —   |

| Local \ Visitante | ARZ | GAB | KAP | NEF | QAR | SAB | SEB | SUM | TUR | ZIR |
| ----------------- | --- | --- | --- | --- | --- | --- | --- | --- | --- | --- |
| Araz-Naxçıvan     | —   | 1–1 | 1–2 | 1–0 | 2–2 | 0–1 | 0–2 | 1–1 | 0–1 | 0–3 |
| Qäbälä            | 2–0 | —   | 0–1 | 0–1 | 0–4 | 2–0 | 2–3 | 0–1 | 1–2 | 1–1 |
| Käpäz             | 3–1 | 2–1 | —   | 3–3 | 1–2 | 1–2 | 1–4 | 1–1 | 2–1 | 0–1 |
| Neftchi Bakú      | 3–0 | 3–1 | 5–1 | —   | 1–4 | 0–1 | 3–0 | 1–1 | 3–0 | 1–0 |
| Qarabağ           | 3–1 | 2–2 | 6–1 | 5–0 | —   | 3–3 | 4–2 | 2–0 | 4–3 | 3–1 |
| Sabah             | 2–0 | 2–1 | 3–2 | 0–0 | 3–2 | —   | 2–0 | 2–0 | 1–1 | 0–1 |
| Sabail            | 2–2 | 2–3 | 3–3 | 0–3 | 1–2 | 2–0 | —   | 0–1 | 1–1 | 0–0 |
| Sumgayit          | 1–0 | 1–0 | 1–3 | 2–1 | 1–0 | 1–2 | 2–1 | —   | 0–0 | 0–0 |
| Turan Tovuz       | 2–0 | 2–1 | 1–0 | 1–1 | 1–3 | 2–0 | 3–1 | 1–4 | —   | 1–2 |
| Zira              | 0–1 | 4–0 | 2–1 | 3–1 | 0–1 | 0–1 | 1–0 | 0–0 | 1–1 | —   |

## Goleadores
- Actualizado al 26 de mayo de 2024.[2]

| Pos. | Jugador              | Equipo  | Goles |
| ---- | -------------------- | ------- | ----- |
| 1    | Juninho              | Qarabağ | 20    |
| 2    | Alexandre Ramalingom | Sabail  | 15    |
| 3    | Yassine Benzia       | Qarabağ | 12    |
| 3    | Nəriman Axundzadə    | Qarabağ | 12    |
| 5    | Leandro Andrade      | Qarabağ | 11    |